# 카르핀스키산
카르핀스키산(러시아어: Ледник Карпинского, 영어: Mount Karpinsky)은 옥탸브리스코이레볼류치 섬에서 가장 큰 산으로 높이는 1,878m이다. 이 산은 러시아의 지리학자 알렉산드르 카르핀스키의 이름을 따서 붙여졌다.